# Rebour
Automobiles Rebour war ein französischer Hersteller von Automobilen.

## Unternehmensgeschichte
Das Unternehmen aus Puteaux begann 1905 mit der Produktion von Automobilen. Der Markenname lautete Rebour in Frankreich und Deutschland sowie Catalonia in Spanien. 1908 endete die Produktion.

## Fahrzeuge
Das erste Modell war der 10/12 CV. 1906 folgten die Modelle 18/22 CV, 20/25 CV und 40/50 CV. Die Fahrzeuge verfügten über einen Vierzylindermotor, Vierganggetriebe und Kettenantrieb.